# Masayoshi Itō
 (juillet 2025).
Si vous disposez d'ouvrages ou d'articles de référence ou si vous connaissez des sites web de qualité traitant du thème abordé ici, merci de compléter l'article en donnant les références utiles à sa vérifiabilité et en les liant à la section « Notes et références ».
Masayoshi Itō (伊東 正義, Itō Masayoshi), né le 15 décembre 1913 à Aizuwakamatsu (préfecture de Fukushima) et mort le 20 mai 1994, est un homme d'État japonais. Membre du Parti démocrate du Japon, il est du 12 juin 1980 au 17 juillet 1980 Premier ministre du Japon par intérim. Il est de 1980 à 1981 ministre des Affaires étrangères.